# Ульоа
Ульоа (на испански: Comarca de Ulloa; на галисийски: Ulloa) е район (комарка) в Испания, част от провинция Луго на автономната област Галисия. Населението е около 10 400 души.

## Общини в района
- Антас де Уля
- Монтеросо
- Палас де Рей

1. ↑  www.ine.es